# Programme nucléaire de la Pologne
Le programme nucléaire de la Pologne est lié pendant la guerre froide à un programme actif de développement d’armes nucléaires. L'armée populaire polonaise disposait de 178 à 250 ogives nucléaires soviétiques. Depuis la signature du traité sur la non-prolifération des armes nucléaires (TNP), la Pologne s'interdit des recherches nucléaires à des fins militaires et travaille par ailleurs avec la Russie afin d'éliminer les grandes quantités d'armes chimiques et biologiques développées par les pays du Pacte de Varsovie. La Pologne a ratifié le protocole de Genève le 4 février 1929, la Convention sur l'interdiction des armes chimiques le 23 août 1995, et la Convention sur l'interdiction des armes biologiques le 25 janvier 1973. 
Après la fin de la guerre froide, la Pologne conserve uniquement un programme nucléaire civil quelle développe à partir de la fin des années 2010.

## Historique

### Guerre froide
Dans les années 1960, la République populaire de Pologne était équipée de missiles soviétiques tactiques 8K11 Scud et 3R11 (Code OTAN : FROG-3). Du fait de leur faible précision, ces armes pouvaient être utilisées en tant que vecteur de l'arme nucléaire. Le Mikoyan-Gourevitch MiG-21, qui pouvait être utilisé pour transporter des têtes nucléaires commence également à être mis en service dans l'armée polonaise. Débutent par ailleurs des pourparlers polono-soviétiques qui aboutissent à un programme nucléaire, nom de code « Vistule ». Les plans soviétiques prévoient de construire trois dépôts d'armes nucléaires près de Białogard-Podborsko, Brzeźnica-Jastrowie et Templewo. D'après les plans initiaux, 178 ogives doivent être stockées. Leur construction débute en 1967 et est achevée en 1970. Ils passent sous le contrôle de l'armée soviétique qui en transfèrerait la responsabilité aux Polonais en cas de déclenchement d'un conflit armé entre l'OTAN et le Pacte de Varsovie. Chacun des dépôts, qui pouvaient contenir de 192 à 288 ogives, s'étendait sur une surface de 300 hectares et était gardé par 120 soldats et 30 officiers.
Selon les données révélées au milieu des années 1980, les Soviétiques y entretinrent 14 têtes nucléaires de 500 kilotonnes, 83 têtes de 10 kT, 200 têtes de kT, 2 bombes de 200 kT, 24 bombes d'une puissance de 15 kT et 10 autres bombes d'une puissance de 0,5 kT. De nouveaux vecteurs sont mis en service dans l'armée polonaise avec l'apparition du Soukhoï Su-20 (1970), du Mikoyan-Gourevitch MiG-23 (1979), du MiG-21bis (1980) et du Su-22 (1984).
En plus des armes destinées aux Polonais, le groupe d'armées nord soviétique disposait de 40 bombes nucléaires stockés dans les aéroports de Chojna et de Bagicz dont 10 à 20 étaient destinées à la 239e division de chasse de l'armée de l'air soviétique.
Suspectée par l'OTAN d'avoir un programme actif de recherches sur les armes nucléaires, la Pologne ratifie le traité sur la non-prolifération des armes nucléaires (TNP) le 12 juin 1969.
Au cours de la même décennie, les Polonais étaient parvenus à mettre au point la fission nucléaire. Au cours des années 1970, plusieurs études portent sur la fusion de neutrons (réaction thermo-nucléaire). La recherche est axée dans les années 1980 sur l'isotope uranium 235.

### Programme civil

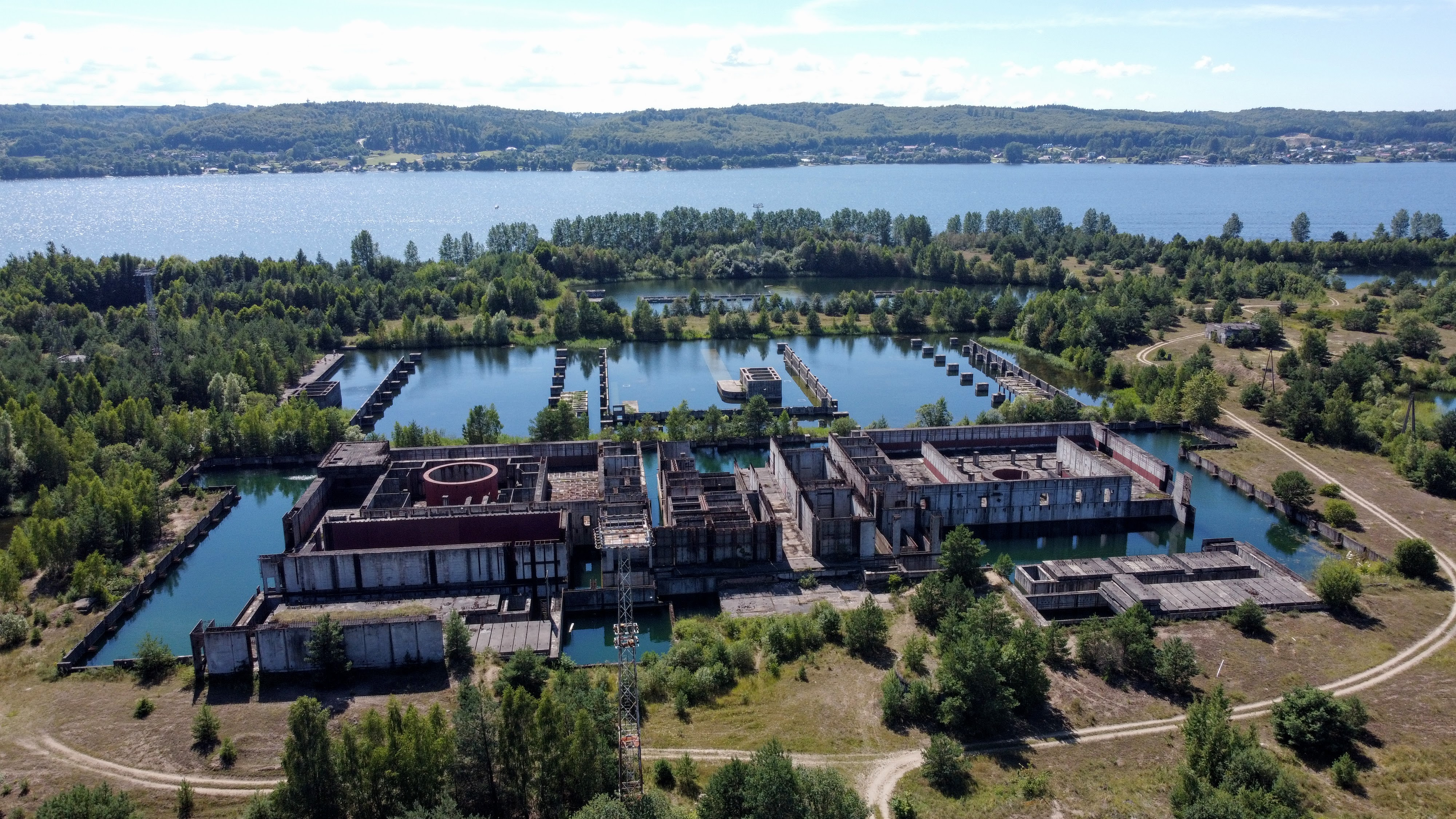
La centrale nucléaire de Żarnowiec (vue aérienne)

Après l'effondrement du Pacte de Varsovie et du communisme, les recherches nucléaires sont reprises par l'Institut de recherche nucléaire (en polonais : Instytucie Badań Jądrowych) à Otwock-Swierk (maintenant l'Institut de l'énergie atomique, Instytut Energii Atomowej) à des fins civiles (réacteurs de Ewa basé sur le VVR-S soviétique doté initialement d'une puissance de 2 MW, mis hors service en 1995 due à une pénurie d'uranium pour les expériences et de Maria, toujours actif en 2013). Ce dernier, unique réacteur de recherche nucléaire polonais, fut converti en 2012 afin d'utiliser de l'uranium enrichi. Il est utilisé dans la production d'isotopes et fonctionne environ 4 000 heures par an.
Un autre projet de construction de centrale nucléaire fut prévu à Żarnowiec (Elektrownia Jądrowa Żarnowiec) mais après les changements économiques et politiques après 1989, ainsi que les manifestations qui eurent lieu après la catastrophe de Tchernobyl, celui-ci fut abandonné. Elle envisage maintenant de se doter de deux centrales nucléaires de 3 000 mégawatts chacune d'ici à 2024,.
Le gouvernement polonais a officiellement adopté le 28 janvier 2014 son premier programme nucléaire : la première centrale, dotée de deux ou trois tranches, aura une puissance de 3 000 MWe ; son coût est estimé entre 9,5 et 14,3 milliards d’euros ; les travaux devraient débuter en 2019 et elle devrait être mise en service en 2024. La construction de la seconde centrale ne devrait pas être lancée avant 2025, pour une mise en service en 2035,.
En 2022, le gouvernement polonais choisit le groupe américain Westinghouse Electric Company pour construire sa première centrale nucléaire à Lubiatowo-Kopalino. Le groupe Ze Pak lance quelques jours plus tard un partenariat avec la filiale Korea Hydro & Nuclear Power (en) du groupe sud-coréen Korea Electric Power Corporation pour la construction de réacteurs dans le centre du pays.